# Hipparchia alcyoneformis
Hipparchia alcyoneformis är en fjärilsart som beskrevs av Ruggero Verity 1911. Hipparchia alcyoneformis ingår i släktet Hipparchia och familjen praktfjärilar. Inga underarter finns listade i Catalogue of Life.